# Bāgh-e Laţīfān
Bāgh-e Laţīfān (persiska: باغ, باغِ لُطفيان, Bāgh, باغ لطیفان) är en ort i Iran.   Den ligger i provinsen Lorestan, i den centrala delen av landet, 300 km sydväst om huvudstaden Teheran. Bāgh-e Laţīfān ligger 2 091 meter över havet och antalet invånare är 370.
Terrängen runt Bāgh-e Laţīfān är kuperad åt nordost, men åt sydväst är den bergig. Runt Bāgh-e Laţīfān är det ganska glesbefolkat, med 24 invånare per kvadratkilometer. Närmaste större samhälle är Cheshmeh Par, 16,4 km norr om Bāgh-e Laţīfān. Trakten runt Bāgh-e Laţīfān består i huvudsak av gräsmarker.